# Rahn
Rahn ist ein deutscher Familienname.

## Namensträger
- Bruno Rahn (1887–1927), deutscher Filmregisseur, Schauspieler und Produzent
- Christian Rahn (* 1979), deutscher Fußballspieler
- Dorothea Rahn (1891–1967), deutsche Politikerin (SPD), MdBB
- Eduard Rahn (1827–1863), deutscher Jurist und Politiker, MdL Preußen
- Elise Rahn-Bärlocher (1845–1925), Schweizer Frauenrechtlerin
- Erich Rahn (1885–1973), deutscher Kampfsportler
- Fabian Rahn (* 1986), deutscher Duathlet und Triathlet
- Fritz Rahn (1891–1964), deutscher Pädagoge, Spracherzieher und Mundartforscher
- Gottfried Rahn (1909–2004), deutscher Erziehungswissenschaftler und Hochschullehrer
- Guido Rahn (* 1963), deutscher Politiker (CDU)
- Hans Meyer-Rahn (1868–1954), Schweizer Jurist
- Hans Rudolf Rahn (1805–1868), Schweizer Kupferstecher
- Heinrich Rahn (1601–1662), deutscher Jurist und Hochschullehrer
- Helmut Rahn (Philologe) (1919–2007), deutscher Altphilologe
- Helmut Rahn (Musiker) (* 1928), deutscher Violinist
- Helmut Rahn (1929–2003), deutscher Fußballspieler
- Horst-Joachim Rahn (* 1944), deutscher Betriebswirtschaftler und Hochschullehrer
- Johann Caspar Rahn (1769–1840), deutscher Maler
- Johann Heinrich Rahn (Mathematiker) (1622–1676), Schweizer Mathematiker
- Johann Heinrich Rahn (Historiker) (1646–1708), Schweizer Historiker und Politiker
- Johann Heinrich Rahn (Naturwissenschaftler) (1709–1786), Schweizer Naturwissenschaftler
- Johann Heinrich Rahn (Mediziner) (1749–1812), Schweizer Mediziner
- Johann Heinrich Rahn (Apotheker) (1803–1847), deutscher Apotheker
- Johann Rudolf Rahn (1841–1912), Schweizer Kunsthistoriker und Hochschullehrer
- Johannes Rahn (Pädagoge) (1850–1915), deutscher Pädagoge und Verbandsfunktionär
- Johannes Rahn (Fußballspieler) (* 1986), deutscher Fußballspieler
- John Rahn, US-amerikanischer Komponist, Musikwissenschaftler und -pädagoge
- Karl Rahn (Journalist) (1911–1989), Schweizer Journalist und Heimatforscher
- Karl Heinz Rahn (* 1937), deutscher Mediziner
- Kerstin Rahn, deutsche Historikerin und Archivarin
- Laura Rahn (* 1986), deutsche Basketballspielerin
- Manfred Rahn (* 1933), deutscher Hörspiel- und Synchronsprecher
- Marco Rahn (* 1998), deutscher Basketballspieler
- Marlene Rahn (* 1943), deutsche Schauspielerin
- Matthias Rahn (* 1990), deutscher Fußballspieler
- Meinert Rahn (* 1965), deutscher Geologe
- Otto Rahn (Mediziner) (1881–1957), deutscher Mediziner und Bakteriologe
- Otto Rahn (1904–1939), deutscher Schriftsteller und Gralsforscher
- Rainer Rahn (* 1952), deutscher Politiker und Mediziner
- Rudolf Rahn (1900–1975), deutscher Diplomat
- Siegmund Rahn, deutscher Sportwissenschaftler und Hochschullehrer
- Stephan Rahn, deutscher Pianist
- Theophil Rahn (1932–2023), deutscher Ingenieur und Hochschullehrer
- Uwe Rahn (* 1962), deutscher Fußballspieler
- Walter Rahn (* 1920), deutscher Apotheker
- Werner Rahn (1939–2022), deutscher Kapitän und Historiker
- Wilhelm Rahn (Politiker, 1880) (1880–1966), deutscher Politiker (DVP), Oberbürgermeister von Worms
- Wilhelm Rahn (Politiker, 1885) (1885–nach 1929), deutscher Politiker (SPD, KPD, DVP), Danziger Volkstagsabgeordneter
- Wilhelm Rahn (Politiker, 1900) (1900–1960), deutscher Politiker (Bayernpartei, CSU)
- Wolfgang Rahn (1953–2009), deutscher Fußballspieler